# Elvira Vatovec
Elvira Vatovec, partizanska učiteljica, * 8. junij 1922, Čežarji, † 5. september 1944, Dekani.
Bila je najmlajša od šestih otrok v družini zidarja Jožeta Vatovca. Ljudsko šolo je obiskovala v rojstnem kraju. Po končani šoli je delala doma na kmetiji, kasneje pa  kot služkinja v južni Italiji, Grčiji in v Tirani. Leta 1941 se je vrnila v Čežarje, tu priložnostno delala in se pridružila političnemu delu v okviru OF. Bila je aktivistka in kurirka OF. V politično razgibanem življenju se je seznanila tudi s slovensko književnostjo. Po kapitulaciji fašistične Italije je postala partizanska učiteljica v domačem kraju, kjer je poučevala v šolskem letu 1943/1944. V začetku septembra 1944 so jo vojaki nemškega okupatorja skupaj s sestro zajeli v domači vasi, ju mučili v vojaški postojanki v Dekanih ter ju 5. septembra 1944 ustrelili. Po osvoboditvi so po Elviri poimenovali osnovni šoli v Pradah in Strunjanu ter vrtec v Strunjanu.